# Cirratodactylus floridensis
Cirratodactylus floridensis är en kräftdjursart som beskrevs av Gardiner 1972. Cirratodactylus floridensis ingår i släktet Cirratodactylus och familjen Kalliapseudidae. Inga underarter finns listade i Catalogue of Life.